# Puchar Białorusi w hokeju na lodzie (2012/2013)
13. edycja Pucharu Białorusi w hokeju na lodzie została rozegrana od 13 sierpnia 2012 do 1 września 2012 roku. Brało w niej udział 10 drużyn Ekstraliga białoruska w hokeju na lodzie z sezonu 2012/2013. Tym samym w pucharze nie uczestniczą dwa klubu białoruskie uczestniczące w innych rozgrywkach: Dynama Mińsk (KHL) i Junost' Mińsk (WHL).
Podobnie, jak w poprzedniej edycji rozgrywki odbyły się systemem kołowym, tj. każdy z każdym mecz. Rozgrywki składały się z dwóch faz. W pierwszej uczestniczyły wszystkie 10 zespołów podzielone na dwie pięciozespołowe grupy. Najlepsza drużyna z każdej z grup awansowały do finału, który odbył się w Bobrujsku.

## Faza grupowa
Grupa A
|                        | M | Z  | Zd | Pd | P | G+ | G- | +/− | Pkt |
| ---------------------- | - | -- | -- | -- | - | -- | -- | --- | --- |
| Mietałłurg Żłobin      | 4 | 11 | 3  | 1  | 0 | 0  | 25 | 4   | +21 |
| Junost' Mińsk          | 4 | 8  | 2  | 1  | 0 | 1  | 16 | 11  | +5  |
| HK Szachcior Soligorsk | 4 | 8  | 2  | 0  | 2 | 0  | 12 | 7   | +5  |
| Chimik-SKA Nowopołock  | 4 | 3  | 1  | 0  | 0 | 3  | 6  | 19  | –13 |
| HK Witebsk             | 4 | 0  | 0  | 0  | 0 | 4  | 1  | 19  | –18 |

Grupa B
|                  | M | Z  | Zd | Pd | P | G+ | G- | +/− | Pkt |
| ---------------- | - | -- | -- | -- | - | -- | -- | --- | --- |
| HK Homel         | 4 | 11 | 3  | 1  | 0 | 0  | 27 | 8   | +19 |
| HK Nioman Grodno | 4 | 7  | 2  | 0  | 1 | 1  | 15 | 9   | +6  |
| HK Brześć        | 4 | 6  | 2  | 0  | 0 | 2  | 15 | 19  | –4  |
| HK Lida          | 4 | 6  | 2  | 0  | 0 | 2  | 14 | 19  | –5  |
| HK Mohylew       | 4 | 0  | 0  | 0  | 0 | 4  | 4  | 20  | –16 |

     Drużyna awansowała do finału.

## Finał
| 1 września 2012 | Mietałłurg Żłobin | 2:3 | HK Homel | Babrujsk Arena, Babrujsk |

| Szczegóły      | Szczegóły                                 | Szczegóły       | Szczegóły                                                      | Szczegóły                                                                  |
| -------------- | ----------------------------------------- | --------------- | -------------------------------------------------------------- | -------------------------------------------------------------------------- |
| Godzina: 17:00 | Komarou 31:55 (EQ) A.Eliseenko 38:28 (PP) | (0:1, 2:2, 0:0) | 03:22 (EQ) Musienko 20:32 (EQ) Senkevich 28:27 (EQ) Stefanovic | Widzów: 5000 Sędzia główny: Ja. Zawgorodny Sędziowie liniowi: W. Proskurou |
| Godzina: 17:00 | 27 min.                                   |                 | 12 min.                                                        | Widzów: 5000 Sędzia główny: Ja. Zawgorodny Sędziowie liniowi: W. Proskurou |